# Zaghawa
Zaghawa eller Beria är ett nomadfolk i Tchad och västra Sudan inklusive Darfur. Sedan 1600§-talet är de muslimer med starka naturreligiösa inslag. På 1950-talet skapades det första alfabet för zaghawa. År 2000 skapades den senaste versionen av zaghawas skriftspråk.
Uppskattningsvis finns det mellan 75 000 och 360 000 zaghawas. De är politiskt dominerande i Tchad men inte särskilt inflytelserika i Sudan. I Tchad tillhör den tidigare presidenten – Idriss Déby – och flera andra tidigare presidenter folkgruppen.
I Darfur har de levt mitt i Darfurkonflikten och har därför lidit avsevärda förluster. Många lever nu i flyktingläger i östra Tchad och Darfur. Ett av problemen i lägren är rekryteringen av barnsoldater.